# Misača
Misača (em cirílico: Мисача) é uma vila da Sérvia localizada no município de Aranđelovac, pertencente ao distrito de Šumadija, na região de Šumadija e Jasenica. A sua população era de 656 habitantes segundo o censo de 2011.

## Demografia
| 1948 | 1953 | 1961 | 1971 | 1981 | 1991 | 2002 | 2011 |
| ---- | ---- | ---- | ---- | ---- | ---- | ---- | ---- |
| 1299 | 1172 | 1151 | 1012 | 875  | 791  | 781  | 656  |